# Skousen & Ingemann
Skousen & Ingemann var et dansk rockband, der blev dannet i 1970 i København. Bandet var fra starten inspireret af gamle danske folkeviser. Deres første udgivelse var en videreførelse af Eik Skaløes ånd, fra Steppeulvene; begge orkestre er meget typiske for hippietiden. Ved en jubilæumskoncert, "Niels Skousen 40 år i dansk rock"  markerede Niels Skousen at det var 40 år siden at han debuterede som komponist og tekstforfatter med "Herfra hvor vi står"  (Niels Skousen har skrevet tekst og musik til alle sange på albummet, mens Peter Ingemann har arrangeret). Skousen & Ingemann spillede 1.sæt  for et udsolgt hus i Vega i København.  I 2. sæt gik Niels Skousen på scenen med nyere sange og nyt band.
Koncerten "Niels Skousen 40 år i Dansk rock" er udgivet på dvd og cd.  Anmeldelserne af koncerten var overstrømmende positive. Herfra hvor vi står er inkluderet på udgivelsen Dansk Rock Historie 1965-1978, vol. II.

## Bandmedlemmer
- Niels Skousen, guitar og sang
- Peter Ingemann, bas, sang og violin
- Stig Møller, guitar og vokal
- Claus Clement Pedersen (Tømrerclaus), guitar
- Knud Bjørnø Jensen, tenorsax og fløjte
- Bjørn Uglebjerg, trommer

## Diskografi
- Skousen & Ingemann: Herfra hvor vi står, 1971;
- Skousen & Ingemann: Musikpatruljen, 1972;
- Skousen, Ingemann & Møller: Lykkehjulet, 1976;
- Skousen & Ingemann: Forbryderalbum, 1978;